# Albert Ho
Albert Ho Chun-yan, né le 1er décembre 1951 à Hong Kong, est un homme politique hong-kongais.

## Biographie
En 1989, après les Manifestations de la place Tian'anmen, il participe à l'opération Yellow Bird qui permet d'exfiltrer des dissidents chinois et les accueillir à Hong Kong avant qu'ils se réfugient en Occident
En août 2023, sa condamnation avec sursis (ainsi que celles de Lee Cheuk-yan (en), Margaret Ng, Leung Kwok-hung, Cyd Ho (en), Jimmy Lai et Martin Lee) d'avril 2021 pour organisation d'une manifestation non autorisée est annulée par la Cour d'appel (en). Ho reste toutefois emprisonné pour une autre condamnation dans un procès lié à la Loi sur la sécurité nationale.